# Basket Team Crema 2024-2025
Questa voce raccoglie le informazioni riguardanti il Basket Team Crem nelle competizioni ufficiali della stagione 2024-2025. 

## Stagione
Il Basket Team Crema, sponsorizzato dalla Trony filiale di Bagnolo Cremasco, ha partecipato nella stagione 2025/2026 alla serie C regionale Lombardia, girone est.
Al termine della stagione regolare si classificava al primo posto acquisendo l'accesso ai play-off, vincendo l'intera serie (quarti di finale, semifinale e finale) ottenendo la promozione alla serie B regionale.

### Classifica girone est
Prima fase di qualificazione con doppio turno all'italiana.
| Pos. | Squadra                  | Pt | G  | V  | P  |
| ---- | ------------------------ | -- | -- | -- | -- |
| 1.   | Basket Team Crema        | 50 | 26 | 25 | 1  |
| 2.   | GEAS Sesto San Giovanni  | 48 | 26 | 24 | 2  |
| 3.   | Ororosa Bergamo          | 40 | 26 | 20 | 6  |
| 4.   | Di.Po. Vimercate         | 32 | 26 | 16 | 10 |
| 5.   | Basket Lodi              | 30 | 26 | 15 | 11 |
| 6.   | Polisportiva Vobarno     | 30 | 26 | 15 | 11 |
| 7.   | Brixia Brescia squadra B | 26 | 26 | 13 | 13 |
| 8.   | Cremonese Basket         | 24 | 26 | 12 | 14 |
| 8.   | Basket Melzo             | 22 | 26 | 11 | 15 |
| 8.   | Basket Parco Nord        | 18 | 26 | 9  | 17 |
| 8.   | Basket Nibionno          | 16 | 26 | 8  | 18 |
| 8.   | Basket Più Rezzato       | 14 | 26 | 7  | 19 |
| 8.   | GS Casigasa Parre        | 10 | 26 | 5  | 21 |
| 8.   | Azzurra Brescia          | 4  | 26 | 2  | 24 |

### Play Off

#### Quarti di finale
| Squadra 1         | Totale | Squadra 2      | Gara 1  | Gara 2  | Gara 3 |
| ----------------- | ------ | -------------- | ------- | ------- | ------ |
| Girone Nord       |        |                |         |         |        |
| Basket Team Crema | 2 - 0  | Basket Corsico | 69 - 46 | 56 - 33 | -      |

#### Semifinale
| Squadra 1         | Totale | Squadra 2          | Gara 1  | Gara 2  | Gara 3 |
| ----------------- | ------ | ------------------ | ------- | ------- | ------ |
| Girone Nord       |        |                    |         |         |        |
| Basket Team Crema | 2 - 0  | Lecco Basjet Women | 63 - 45 | 63 - 53 | -      |

#### Finale
| Squadra 1         | Totale | Squadra 2       | Gara 1  | Gara 2  | Gara 3 |
| ----------------- | ------ | --------------- | ------- | ------- | ------ |
| Girone Nord       |        |                 |         |         |        |
| Basket Team Crema | 2 - 0  | Ororosa Bergamo | 67 - 39 | 66 - 49 | -      |

## Roster 2023-2024
'Dal sito ufficiale.
| Basket Team Crema | Basket Team Crema |
| Giocatrici        | Staff tecnico     |
| ----------------- | ----------------- |

| 11 | Italia (bandiera) | G  | Paola Caccialanza   | 1989 |  |  |  |
| 4  | Italia (bandiera) | G  | Alessia Dondoni     | 2009 |  |  |  |
| 16 | Italia (bandiera) | PG | Benedetta Gaudioso  | 2006 |  |  |  |
| 12 | Italia (bandiera) | PG | Elisa Guerini       | 2003 |  |  |  |
| 2  | Italia (bandiera) | P  | Giada Mercadante    | 2005 |  |  |  |
| 5  | Italia (bandiera) | A  | Elena Occhiato      | 2005 |  |  |  |
| 19 | Italia (bandiera) | A  | Carolina Pappalardo | 1996 |  |  |  |
| 8  | Italia (bandiera) | C  | Chiara Pellegrini   | 2004 |  |  |  |
| 3  | Italia (bandiera) | G  | Noa Priore          | 2005 |  |  |  |
| 9  | Italia (bandiera) | C  | Francesca Radaelli  | 2004 |  |  |  |
| 17 | Italia (bandiera) | PG | Norma Rizzi         | 1993 |  |  |  |
| 14 | Italia (bandiera) | P  | Stefania Severgnini | 2004 |  |  |  |
| 10 | Italia (bandiera) | P  | Alessia Zucchetti   | 2007 |  |  |  |

| Allenatore                                                                |
| - Filippo Bacchini                                                        |
| Assistente/i                                                              |
| - Randy Dean Behring Legenda - (C) Capitano Aggiornato al: 7 ottobre 2024 |